# Метроном
Метроно́м (от греч. μέτρον «мера» + νόμος «закон») — прибор, отмечающий короткие промежутки времени равномерными звуковыми ударами (обычно со звуковой индикацией).
В других источниках указано что Метроном (греч., «счётчик тактов») — прибор, производящий произвольное число постукиваний в минуту, и определяющий скорости движения в музыке, а также служит для отсчитывания и отбивания желаемых промежутков времени, в пределах примерно от 40 до 200 (208 раз) ударов в минуту.

## История
Маятниковые механические аппараты типа метроном появились в конце XVII столетия, их собирательное название «хронометр» первоначально применялось и к наиболее удачной конструкции — Метроном системы И. Н. Мельцеля (патент 1815 года).
Метроном в основном используется музыкантами как указатель лада (такта, Тактомер) в музыке, точный ориентир темпа при исполнении музыкального произведения на репетиции. В последние десятилетия также иногда используется на концертных выступлениях — например, для синхронизации с одновременно звучащей записью или электронными инструментами.
Одним из наиболее распространённых является изобретенный в Париже, в 1816 году, метроном системы Иоганна Непомука Мельцеля (M. M.) с деревянным корпусом пирамидальной формы, одна из граней которого срезана; на этом срезе находится маятник с грузиком. Позиция грузика влияет на частоту ударов метронома: чем выше грузик, тем реже удары, и, соответственно, чем грузик ниже, тем удары чаще. За маятником расположена шкала, по которой устанавливается частота ударов.
Кроме механических, существуют и электронные метрономы. Для удобства они часто совмещаются в одном корпусе с тюнерами.
Также метроном может использоваться при разнообразных научных исследованиях, требующих отсчёта малых интервалов времени, во время физических упражнений, лабораторных исследований, в качестве музыкального инструмента («Симфоническая поэма для 100 метрономов» Дьёрдя Лигети, Сюита из музыки к фильму «Мёртвые души» Альфреда Шнитке).
В блокадном Ленинграде, когда на радио дикторы не работали, то в его эфире стучал метроном: быстрый темп ударов (стука) означал сигнал «Воздушная тревога», медленный темп ударов (стука) — «Отбой» сигнала «Воздушная тревога». Знаменитый «метроном» вошел в историю блокады Ленинграда как культурный памятник сопротивления населения агрессии нацистской Германии.

Анимация метронома
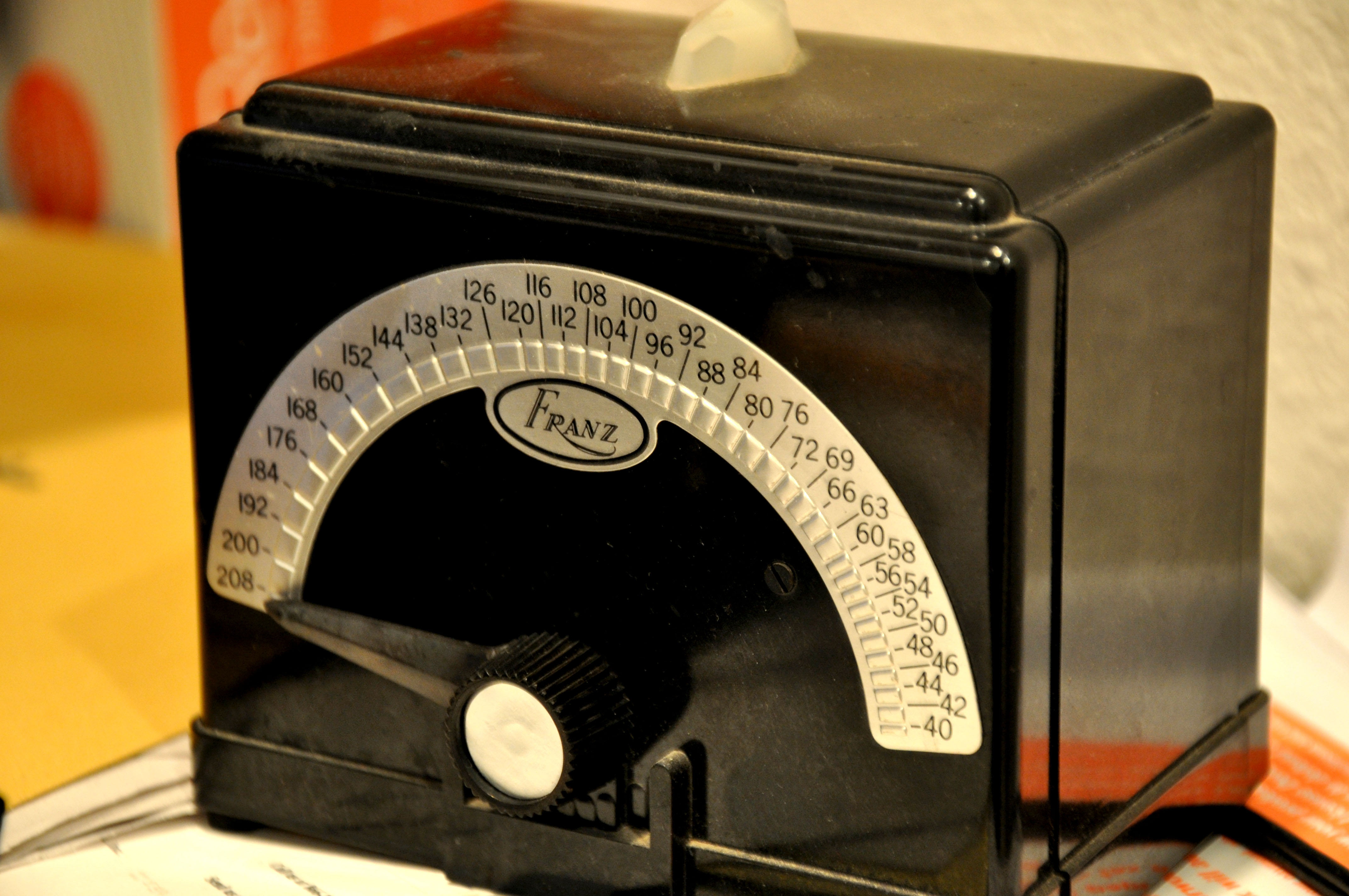
Электромеханический метроном, изобретён и изготовлен Фредериком Францем около 1970 года
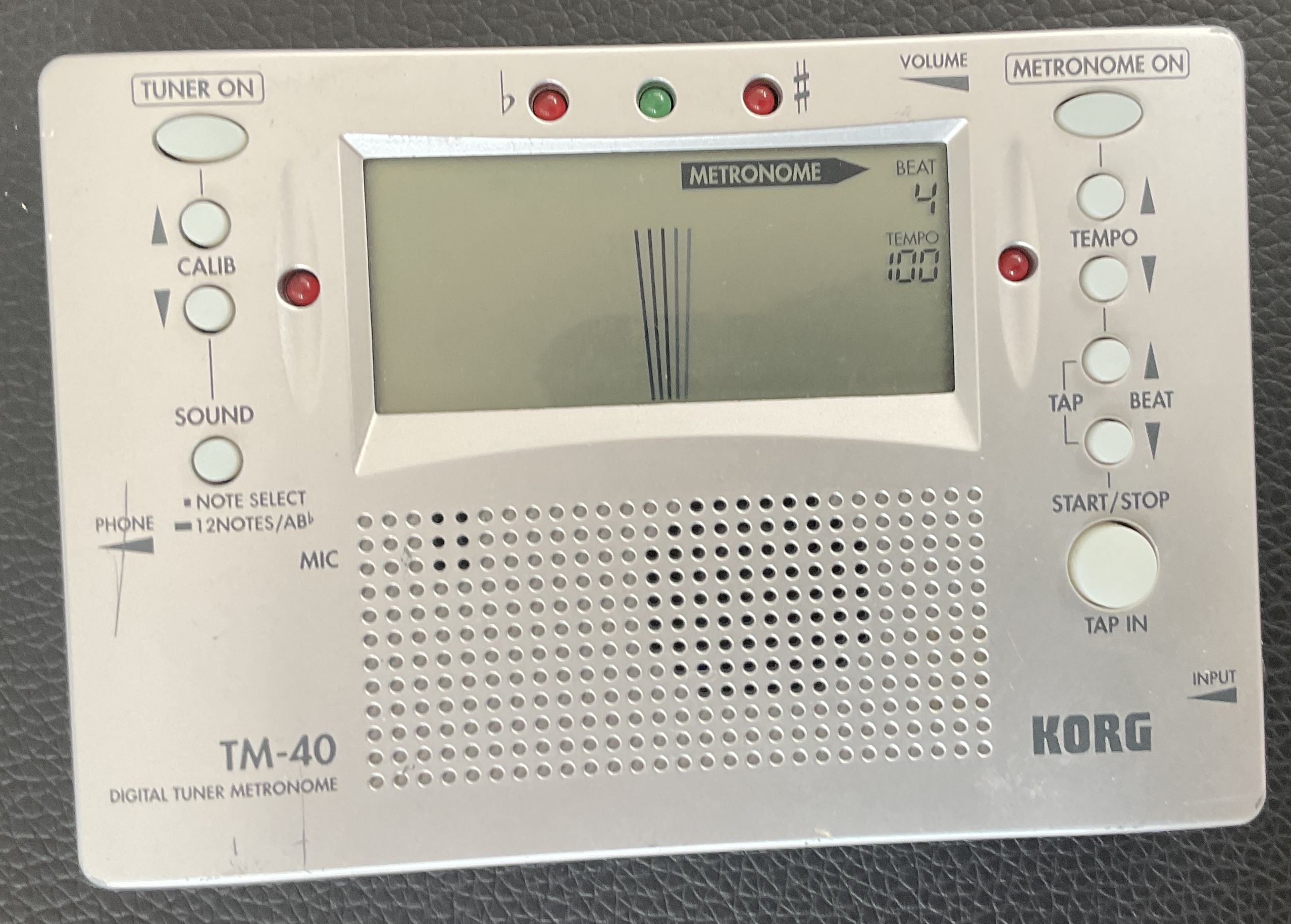
Электронный метроном-тюнер, модель TM-40 предприятия «Korg»